# Tug of War (album Coltona Forda)
Tug of War − debiutancki album studyjny Coltona Forda, byłego aktora filmów erotycznych. Wszystkie utwory na płycie są kompozycjami autorstwa Forda i DJ-a/producenta muzycznego Quentina Harrisa.

## Twórcy
- Michael Alago − produkcja wykonawcza
- Quentin Harris − produkcja, produkcja audio
- Tony Sellari − projekt okładki płyty

## Lista utworów
1. "Ready" (Colton Ford, Quentin Harris) − 3:04
2. "You Ain't Gonna Change" (C. Ford, Q. Harris) − 4:50
3. "Gotta Do" (C. Ford, Q. Harris) − 4:51
4. "That's Me" (C. Ford, Q. Harris) − 3:32
5. "Bluntly Speaking" (?. Bingham, C. Ford, Q. Harris) − 3:30
6. "The Way You Love Me" (C. Ford, Q. Harris) − 5:05
7. "You Get What You Get" (C. Ford, Q. Harris) − 4:59
8. "Tug of War" (C. Ford, Q. Harris) − 4:32
9. "Love Has Found the Way" (C. Ford, Q. Harris) − 4:14
10. "It'll Be Alright" (C. Ford, Q. Harris) − 5:28
11. "Wait for Me" (C. Ford, Q. Harris) − 5:40
12. "Your Love Is Everything" (Laythan Armor, C. Ford, Q. Harris, Denise Rich) − 6:09

## Single
1. "That's Me" (feat. Cazwell & Stephen Reed)
2. "The Way You Love Me"
3. "Tug Of War (My Heart Won't Let Go)"